# Papilio karna
Papilio karna là một loài bướm thuộc họ Bướm phượng (Papilionidae). 
Loài Papilio karna được mô tả năm 1865 bởi C. et R. Felder. Loài bướm Papilio karna sinh sống ở .

## Hình ảnh

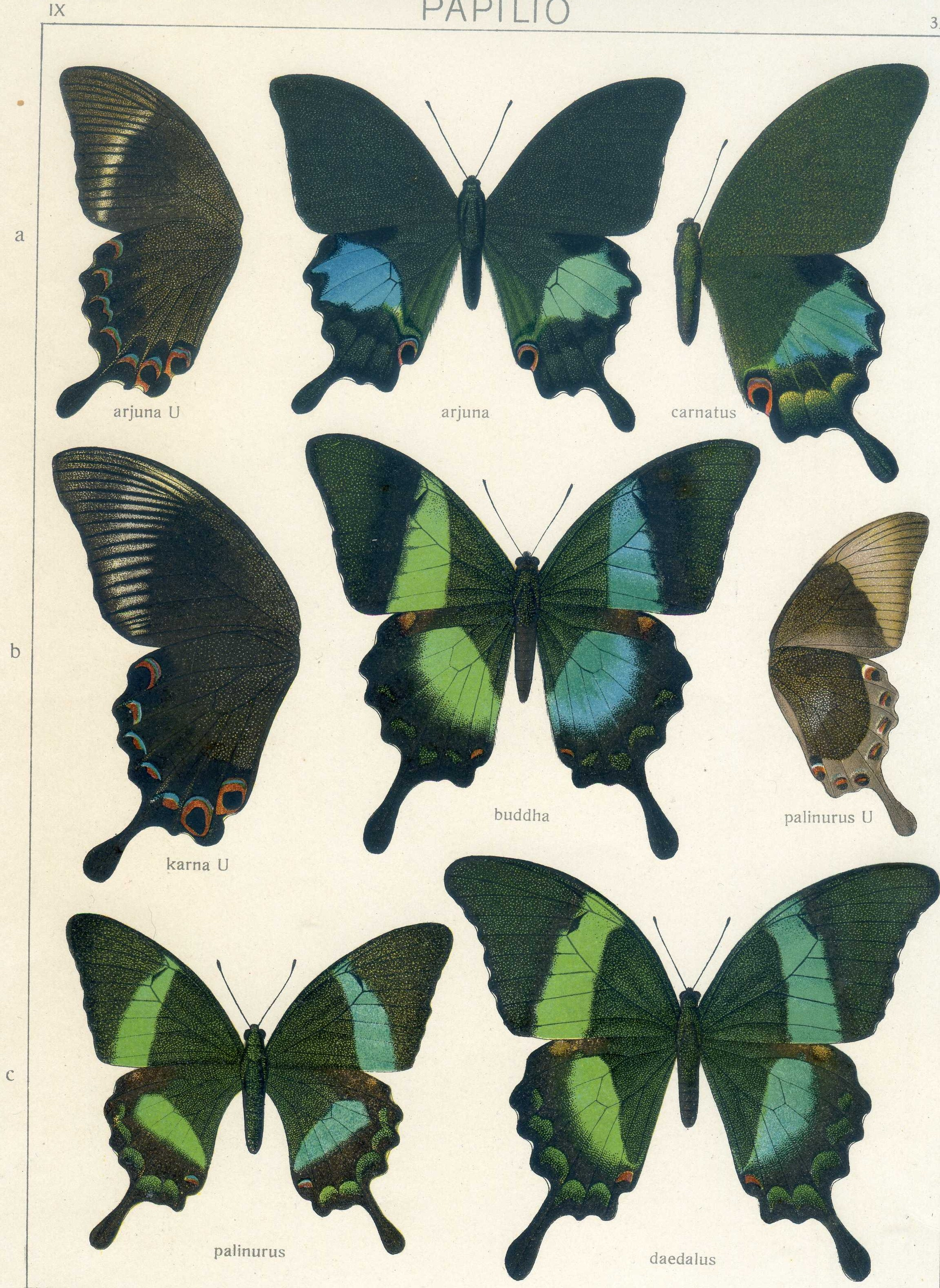